# Scyphacidae
Scyphacidae es una familia de crustáceos isópodos. Sus 25 especies reconocidas son casi cosmopolitas, excepto zonas polares.

## Géneros
Se reconocen los 6 siguientes:
- Actaecia Dana, 1853 (8 especies)
- Haloniscus Chilton, 1920 (5 especies)
- Marioniscus Barnard, 1932 (1 especie)
- Quelpartoniscus Kwon, 1995 (5 especies)
- Scyphacella Smith, 1873 (1 especie)
- Scyphax Dana, 1853 (3 especies)
- Scyphoniscus Chilton, 1901 (2 especies)